# トシェビーチ
トシェビーチ（チェコ語：Třebíč、ドイツ語：Trebitschトレービチ）はチェコのヴィソチナ州トシェビーチ郡の都市。人口は約4万人でイーフラヴァ川の近くに位置する。

## 略年表
- 1101年 ベネディクト会修道院の設立。
- 1277年 トシェビーチの町の存在を示す最古の痕跡。
- 1335年 王都ズノイモと比肩する都市の資格を得る。
- 1338年 ユダヤ人居住区（セツルメント）に関する最初の文献が著された。
- 1468年 ハンガリー王マーチャーシュがトシェビーチを征服。
- 19世紀 皮なめし工場と靴工場の拡張。
- 1871年 チェコ語による教育を行なうギムナジウムが設立。
- 1886年 トシェビーチに鉄道が開通。
- 1930年 製靴業の発展と今日のボロヴィナ地区における労働者居住区の建設。
- 1939年〜1945年 ユダヤ人281人がテレジンをはじめとしたナチス・ドイツの強制収容所へ送られる。
- 1970年代 から1980年代 新宅地造成、人口が増加。
- 1990年代 市街地の再開発。
- 2003年 ユダヤ人地区と聖プロコピウス聖堂がユネスコの世界遺産に登録される。

## 市街区
- ボロヴィナ（Borovina）- 526戸、5864人
- ブディーコヴィチェ（Budíkovice）-61戸、199人
- ホルカ・ドムキー（Horka Domky）-1158戸、7788人

## 人口の増加
| 年   | 1970   | 1980   | 1991   | 2001   | 2003   |
| ---- | ------ | ------ | ------ | ------ | ------ |
| 人口 | 22 555 | 29 017 | 38 355 | 39 021 | 38 785 |

## 交通
トシェビーチでは1871年から1886年までオムニバスと呼ばれる乗合自動車が都市交通機関として機能していた。今日のトシェビーチ市内には幹線道路（I/23およびII/360）が走っており、ブルノからイーフラヴァへの鉄道乗換駅ともなっている。鉄道駅はトシェビーチ駅とトシェビーチ・ボロヴィナ駅がある。このほか、バスターミナルもある。

## 文化

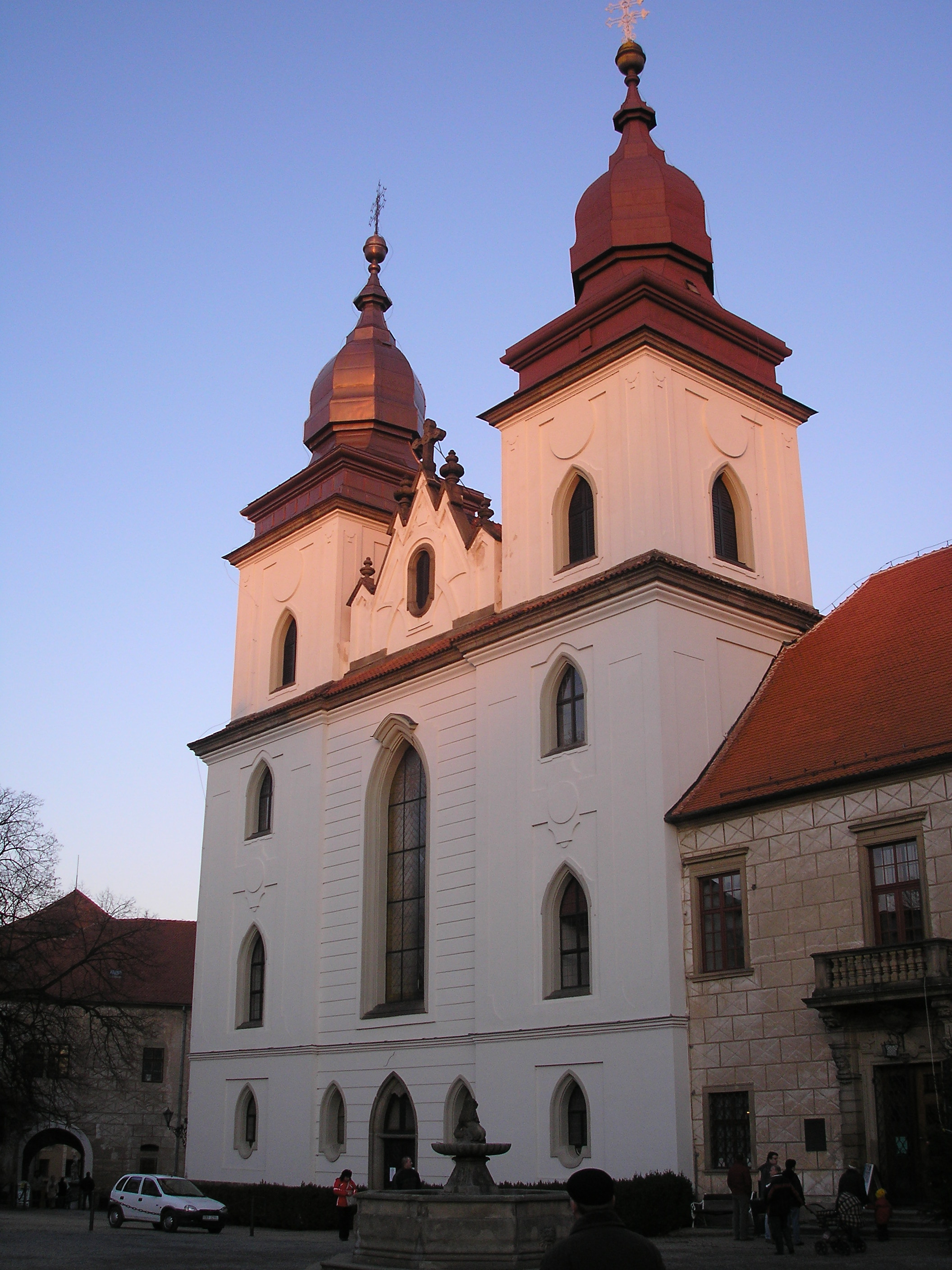
聖プロコピウス聖堂

### 世界遺産
ユダヤ人地区、ユダヤ人墓地、聖プロコピウスのバシリカ（聖プロコピウス聖堂）がユネスコの世界遺産に登録されている。
聖プロコピウス聖堂は、後期ゴシック様式の特徴を備え、5枚のがく片と5枚の花弁をもとに表現された薔薇窓はゴシック様式の三つ葉や四つ葉、生命の輪、聖母マリアのシンボルなどと対照をなしている。
聖堂は12世紀初頭、ベネディクト会の修道院として設立された。経済的に恵まれたこの修道院の存在が周辺地域の商業化につながり、都市トシェビーチの成立につながった。修道院の建物はヴァーツラフ1世の時代および15世紀末に改築が行なわれている。16世紀前半期には修道院の一部が城となり、のちのバロック様式に改修された。18世紀はじめにはチェコの建築家であるフランチセク・マクシミリアン・カニュカ（Frantisek Maxmilian Kanka）によって、窓を拡張し、控え壁を加え、南西の塔の再建、ゴシック風バロック様式による2つの塔を備えた新たな西正面部分といった聖堂の改築が行なわれた。
1990年、イーフラヴァ川の両岸にわたるトシェビーチの歴史地区は保護地域に指定された。この地域には、ユダヤ人地区をはじめ、聖プロコピウス聖堂、城、庭などが含まれている。

### 祭り
- トシェビーチ演劇祭（Divadelní Třebíč）- アマチュア演劇祭。
- Šamajim - ユダヤ文化祭。
- トシェビーチじゃがいも祭（Bramborobraní）- 民族文化祭。
- ユネスコ記念祭（Oslavy Unesco）- ユダヤ人地区と聖プロコピウス聖堂のユネスコ世界遺産登録を祝う。
- Divadla 2-3-4 herců - 演劇祭。
- Festival Zámostí - 文化音楽祭。
- モラビア音楽会 - クラシック音楽祭。

## ゆかりの人物

### 出身者

#### 政治家
- ルドヴィーク・スヴォボダ - チェコスロヴァキアの軍人、大統領。
- ヤロスラフ・ズヴィエジナ（Jaroslav Zvěřina）

#### 文化人
- アーブラハム・ベン・ルーベン・ハヤート・トレビッチ（Abraham ben Reuben Chayyat Trebitsch）- 18世紀のユダヤ教学者。（）
- アードルフ・クライン（Adolf Kurrein）- ラビ。（）
- ヴォルフガング・ヴェセリー（Wolfgang Wessely）- 法学者・神学者。（）
- ヘルマン・レッケンドルフ（Hermann Reckendorff）- 学者・作家。（）
- ヤクプ・デムル（Jakub Deml）- カトリックの司祭で作家。付近のタソフ（Tasov）出身。
- ヤン・ザフラドニーチェク（Jan Zahradníček）- 詩人。付近のマストニーク（Mastník）出身。

#### スポーツ選手
- パトリク・エリアーシュ（Patrik Eliáš）- アイスホッケー選手。
- マルチン・エラト（Martin Erat）- アイスホッケー選手。
- パヴェル・パドルノス- 自転車競技選手。付近のペトロヴィーチェ（Petrovice）出身。

### その他の居住者・関係者
- レーオポルト・レーフ（Leopold Löw） - モラヴィア出身のラビ、この地のイェシーバーで学んだ。
- レーフ・シュヴァープ（Löw Schwab）- モラフスキー・クルムロフ出身で、この地でラビ・ヨシュア・ホルヴィッツに学んだ。（）
- エフライム・ベン・ヤーコプ・ハ＝コーエン（Ephraim ben Jacob ha-Kohen）- ヴィルナ出身のタルムーディストで、この地のラビをつとめた。（）
- ヨーアヒム・ポラック（Joachim Pollak）- ハンガリー出身で、この地のラビ。（）
- ウィリアム・ホスキング（William Hosking） - 作家、建築家。

トシェビーチはユダヤ系の姓となっている。
- ネヘミア・トレビッチ（Nehemiah Trebitsch）- プラハ出身のラビ。（）
- イグネイシャス・ティモシー・トレビッチ・リンカーン - ハンガリーの冒険家。

## 姉妹・友好都市
- オシャッツ（ドイツ）
- リリーエンフェルト（オーストリア）
- ヒュメンネ（スロヴァキア）